# Go Girl
"Go Girl" é uma canção interpretada pela cantora americana de R&B/pop Ciara. A canção foi gravada para seu terceiro álbum de estúdio Fantasy Ride, que será lançado no começo de 2009. Foi lançado como o single principal do álbum.
Como primeiro single de Fantasy Ride, "Go Girl" foi lançado mundialmente em 30 de setembro de 2008. "Go Girl" foi originalmente escrito por T-Pain e reescrito por Ciara. O single também conta com a participação de T-Pain. 

## Lançamento e performance nas paradas
"Go Girl" não foi primeiramente indicado como o primeiro single de Fantasy Ride. Duas outras canções ("High Price" e "Work") do álbum, tinham sido apontadas como o "single líder".
Nos Estados Unidos, "Go Girl" foi solicitado na estação de rádio nova-iorquina WQHT em 2 de setembro de 2008. Dois dias depois, a canção foi postada no MySpace oficial de Ciara. Sem um lançamento oficial, a canção começou a ganhar airplay nas rádios. O lançamento do single só ocorreu no dia 30 de setembro.
"Go Girl" debutou na 60ª posição na Billboard Hot R&B/Hip-Hop Songs. O pico máximo da canção foi na posição 26. Em 8 de outubro de 2008, a canção fez sua estréia na Billboard Hot 100 na 78ª posição, mas na semana seguinte, saiu da parada norte-americana. O single foi lançado no Reino Unido em 3 de novembro de 2008 e chegou a #19 no UK iTunes R&B Top 20 Singles.

## Formatos e faixas
Promo CD (Estados Unidos)
(Lançado: 2 de setembro de 2008)
1. "Go Girl" (Edição de rádio) – 3:54
2. "Go Girl" (Clean) – 4:30
3. "Go Girl" (Principal) – 4:30
4. "Go Girl" (Instrumental) – 4:26
5. "Go Girl" (Acapella) – 4:20

Download Digital
(Lançado: 30 de setembro de 2008)
1. "Go Girl" – 3:55

## Histórico de lançamento
| Região         | Data                   | Gravadora  | Formato          |
| -------------- | ---------------------- | ---------- | ---------------- |
| Estados Unidos | 2 de setembro de 2008  | Sony Music | Rádio airplay    |
| Mundialmente   | 30 de setembro de 2008 | Sony Music | Download Digital |

## Paradas
| Parada (2008)                                  | Melhor posição |
| ---------------------------------------------- | -------------- |
| Estados Unidos Billboard Hot 100               | 78             |
| Estados Unidos Billboard Hot R&B/Hip-Hop Songs | 26             |
| Estados Unidos Billboard Pop 100               | 88             |